# Lorenzo Gordon
Lorenzo Gordon (St. Louis, 16 maggio 1983) è un ex cestista statunitense.
Giocava da ala grande/pivot nonostante la sua altezza sfiorasse appena i 2 metri.

## Carriera
Nella stagione 2009-10 è stato il miglior giocatore nella classifica dei tiri da due punti con il 63%.
Nella stagione 2010–11 ha giocato con la Fulgor Libertas Forlì squadra militante in Legadue. Il 2 marzo 2011 viene tagliato dalla società per alcune divergenze avute e sostituito da Bobby Jones in uscita da Montegranaro.